# ホーミングレーザー
ホーミングレーザー（HOMING LASER）とは、架空の兵器の一つ。曲射レーザー、サーチレーザーとも称される。

## 概要
本来、レーザーは直進性に優れたものであるが、ホーミングレーザーはその名の通り、レーザーに何らかの方法で自動追尾性能や曲進性を持たせているという設定となっている。そのため、射線上に反射や偏向させるためのデバイスを配置する必要はなく、光線そのものが自立的に進行方向を変える機能を持っている。作品によっては「レーザー」は便宜上の呼称と設定される場合もある（例：『レイフォース』ではサウンドトラック掲載の設定資料集）。その性質上、砲撃時に砲塔を目標へ向ける必要が無いため、機や艦の至る箇所に砲塔が設置可能とされている。
また、レーザーと言いつつも「弾速」は光速ではなく目で追えるほど遅い、発射後に回避できるほど遅いことも多い。
外見・性質は直進性を保持しつつ一定時間ごとに角度を付けて追尾するもの、滑らかな曲線を描くもの、稲妻のように乱反射しつつ曲進するものなど、作品により異なる。中には「ホーミングレーザー」「サーチレーザー」など2種類以上が登場する作品もある。また、設定上は粒子ビームやプラズマである場合も「ホーミングレーザー」で総称される事が多く、「ホーミングビーム」などの名称は定着していない。
「鮮やかな光線の動きを見せるというより『魅せる』」兵器であるため、小説や漫画よりもアニメやゲームで多用される。

## 登場作品
名称が明らかにされていないものも含む。

### 漫画・アニメ
- コブラ
主人公コブラの主武装「サイコガン」が該当。
- ガルフォース
- トップをねらえ!
「ホーミングレーザー」という名称が最初に登場した作品。
- ふしぎの海のナディア
- ヴァンドレッド
- WOLF'S RAIN
- 交響詩篇エウレカセブン
- 蒼穹のファフナー
- ゼーガペイン
- ヒロイック・エイジ
- Z.O.E 2167 IDOLO
- Z.O.E Dolores, i

### ゲーム
- ロストワールド
- イメージファイト
- ナイトストライカー
- ソルフィース
- XEXEX
- ドギューン!!
- ガンスターヒーローズ
- パルスター
- レイフォース
- オメガブースト
- パンツァードラグーンシリーズ
- ネビュラスレイ
- 極上パロディウス 〜過去の栄光を求めて〜
- 斑鳩
- Elebits
- シルエットミラージュ
- ファイナルファンタジーVIII

ボス敵の「機動兵器8型BIS」が「ツイン・ホーミングレーザー」を、BISから分離したユニット「支援兵器L型」「支援兵器R型」が「ホーミングレーザー」を使用する。
ホーミングレーザーはメインキャラクターの1人「キスティス・トゥリープ」も使用可能。
- スーパーロボット大戦J
- オトメディウス
- ZONE OF THE ENDERS
- アーマード・コアシリーズ
- ロスト プラネット エクストリーム コンディション
- ロスト プラネット 2
- キングダムハーツシリーズ
- マリオカートシリーズ